# José Luis Capón
José Luis Capón González (ur. 6 lutego 1948 w Madrycie, zm. 29 marca 2020 tamże) – hiszpański piłkarz, występujący na pozycji obrońcy.
Z zespołem Atlético Madryt dwukrotnie zdobył mistrzostwo Hiszpanii (1973, 1977), raz Copa del Generalísimo (1976) i raz Puchar Interkontynentalny (1974). W 1973–1977 rozegrał 13 meczów i strzelił 1 gola w pierwszej reprezentacja Hiszpanii.